# Бичи, Генри Уильям

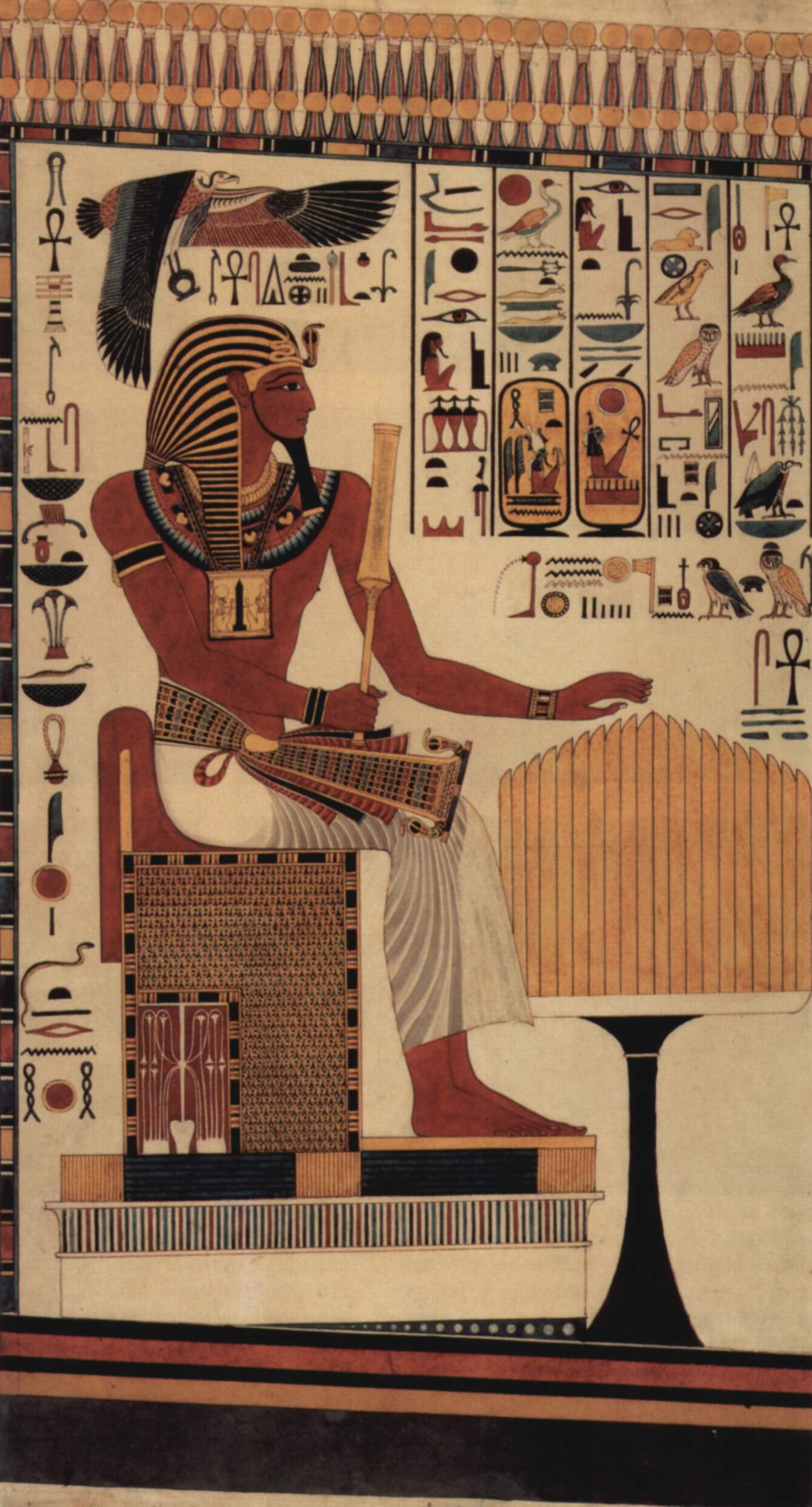
Копия настенной росписи из огребение фараона Сети I, выполненная Г. У. Бичи около 1818 года. Ныне хранится Британском музее

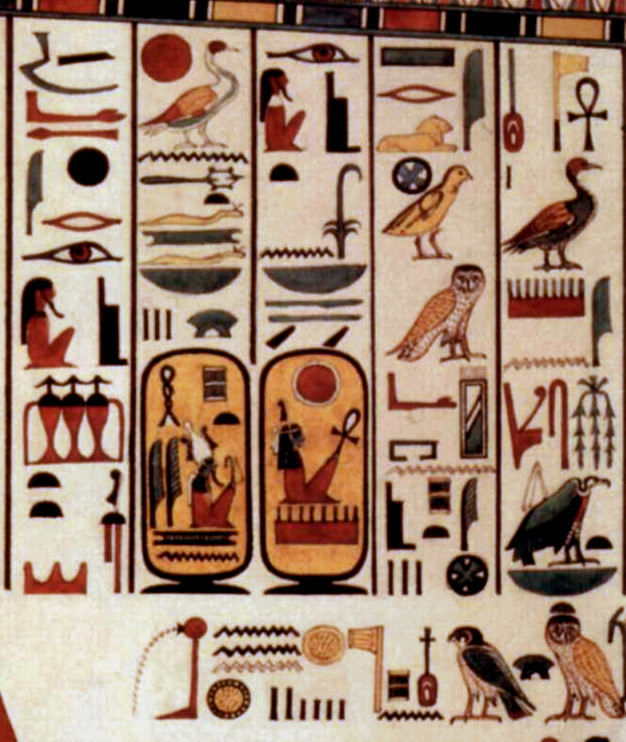
Погребение фараона Сети I. Зарисовка Генри Уильяма Бичи

Генри Уильям Бичи (англ. Henry William Beechey; 1788 или 1789, Лондон — 4 августа 1862, Новая Зеландия) — британский египтолог, путешественник и художник.

## Биография
Сын художника-портретиста сэра Уильяма Бичи. Первые уроки живописи получил у отца. Обладая талантом художника, пошёл по стопам У. Бичи.
С 1829 года выставлял свои картины в Британском институте, с 1838 года — Королевской академии художеств.
До 1816 года был секретарём у Генри Сальта, генерального консула Великобритании в Египте. Сопровождал путешественника Дж. Бельцони, исследователя египетских древностей. Принимал участие в раскопках храмов Абу-Симбел, копировал изображения в гробницах фараонов в Долине Царей.
Около 1820 года вернулся в Англию, а в следующем году Генри Батерст, назначил его сотрудником колониального офиса по изучению и подготовки отчёта о древностях Киренаики, его брат, капитан Фредерик Уильям Бичи, получил отдельное поручение обследовать береговую линию от Триполи до Дерна. Результаты этой экспедиции, занявшей большую часть 1821—1822 годов, были отмечены в журнале братьев, к которому Генри Бичи добавил многочисленные рисунки, наглядные изображения памятников искусства и природные особенности региона, который они изучали. Отчёт об экспедиции был опубликован в 1828 году.
С 1825 года был членом Лондонского общества антикваров.
В 1851 году Генри Уильям Бичи эмигрировал в Новую Зеландию, где и умер в 1862 году.